# (15042) Anndavgui
(15042) Anndavgui est un astéroïde de la ceinture principale.

## Description
(15042) Anndavgui est un astéroïde de la ceinture principale. Il fut découvert le 14 décembre 1998 au Creusot par Jean-Claude Merlin. Il présente une orbite caractérisée par un demi-grand axe de 3,11 UA, une excentricité de 0,31 et une inclinaison de 17,0° par rapport à l'écliptique.

## Compléments